# Leben und Thaten des berühmten Ritters Schnapphahnski

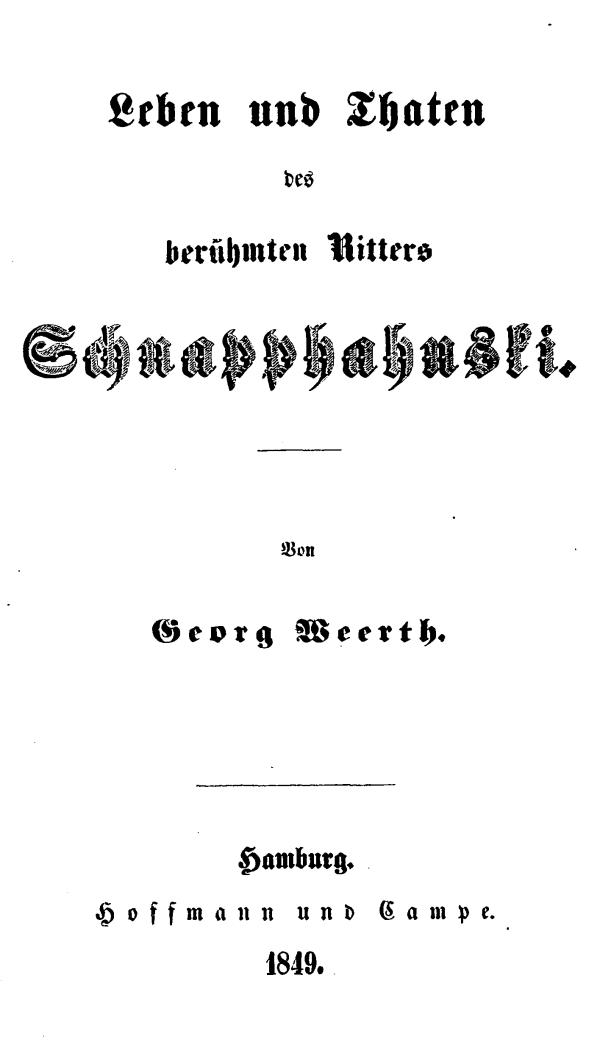
Titelseite des Romans

Leben und Thaten des berühmten Ritters Schnapphahnski ist ein Feuilletonroman von Georg Weerth, der das Adelstum im 19. Jahrhundert parodiert. Es wurde vom 1. August 1848 bis zum 21. Januar 1849 in der Neuen Rheinischen Zeitung in Fortsetzung abgedruckt.

## Handlung
Das Werk beschreibt das Leben voller Höhen und Tiefen eines Ritters. Der Ritter Schnapphahnski reist, immer auf der Suche nach neuen Abenteuern, Geld und Frauen, quer durch Europa. Doch durch sein ungeschicktes Handeln fällt er in ein tiefes gesellschaftliches Loch und ist somit an dem Tiefpunkt seines Lebens angelangt.
Der Ritter erkämpft sich, nicht ohne Hintergedanken, das Ansehen einer gewissen Gräfin S., welche ihn später zu ihrem Mann nimmt, somit ist ihm wieder ein neuer Weg zu einem besseren und angeseheneren Leben gebahnt.
Dieses Werk soll nicht unbedingt die Person des Ritters Schnapphahnski darstellen, sondern den gesamten Adel verkörpern.

## Hörfunk und Film
- In der Sendung Am Abend vorgelesen auf NDR Kultur mit Manfred Steffen: Leben und Taten des berühmten Ritters Schnapphahnski.[2]
- Die DEFA produzierte im Jahr 1978 einen Zeichentrick-Kurzfilm unter der Regie von Günter Rätz.